# 181年
| 千纪： | 1千纪                                                                                           |
| 世纪： | 1世纪 \| 2世纪 \| 3世纪                                                                         |
| 年代： | 150年代 \| 160年代 \| 170年代 \| 180年代 \| 190年代 \| 200年代 \| 210年代                       |
| 年份： | 176年 \| 177年 \| 178年 \| 179年 \| 180年 \| 181年 \| 182年 \| 183年 \| 184年 \| 185年 \| 186年 |
| 纪年： | 辛酉年（鸡年）；东汉光和四年                                                                    |

## 大事记
- 檀石槐次子和連排擠兄長後繼任鮮卑首領。

## 各国领袖

### 非洲
- 库施
  - 国王：Aritenyesbokhe（175年－190年）

### 亚洲
- 中国
  - 东汉：
    - 皇帝：汉灵帝刘宏（168年－189年）
- 朝鲜
  - 百济：
    - 国王：肖古王（166年－214年）

  - 高句丽：
    - 国王：故国川王（179年－197年）

  - 新罗：
    - 国王：阿达罗尼师今（154年－184年）

### 欧洲
- 高加索伊比里亚
  - 国王：法斯曼三世（145年－185年）
- 罗马帝国
  - 皇帝：康茂德（177年－192年）

### 中东
- 奥斯若恩
  - 国王：Abgar IX（177年－212年）
- 安息
  - 国王：沃洛吉斯四世（147年－191年）

## 出生
- 诸葛亮，三国时期蜀漢重要大臣（234年去世）53岁。
- 汉献帝刘协，东汉最后一位皇帝（234年去世）53岁。
- 朱然，三國時期東吳重要將領（249年3月去世）68岁。

## 逝世
- 靈懷皇后王榮，漢靈帝美人，漢獻帝生母
- 檀石槐，中國東漢時期的鮮卑首領之一。
- 曹節，汉灵帝时有权势的宦官，曾参与诛杀窦武、陈蕃。